# Patrick Schulte
Patrick Timothy Schulte (* 13. März 2001 in Saint Charles, Missouri) ist ein US-amerikanischer Fußballtorhüter.

## Karriere
In seiner Jugend spielte er bis September 2017 bei St. Louis Scott Gallagher, anschließend besuchte er die Academy des Saint Louis FC, wo er auch von Januar 2019 bis Sommer des Jahres schon einmal leihweise in der ersten Mannschaft mitspielen durfte. Hier wurde er jedoch nur im US Open Cup eingesetzt. Ab August 2019 spielte er dann für die Saint Louis Billikens, welche die College-Mannschaft der Saint Louis University sind. Zur Saison 2022 wurde er schließlich vom MLS-Franchise Columbus Crew gedraftet. Bislang kam er jedoch nur in der MLS Next Pro für die zweite Mannschaft zum Einsatz. Sein Debüt hier hatte er am 4. April 2022 bei einer 0:1-Niederlage gegen den Chicago Fire FC II.